# 7556 Perinaldo
7556 Perinaldo este un asteroid din centura principală de asteroizi.

## Descriere
7556 Perinaldo este un asteroid din centura principală de asteroizi. A fost descoperit pe 18 martie 1982 la Observatorul La Silla de Henri Debehogne. Asteroidul prezintă o orbită caracterizată de o semiaxă mare de 2,91 ua, o excentricitate de 0,12 și o înclinație de 2,6° în raport cu ecliptica.